# Luisentempel (Neustrelitz)

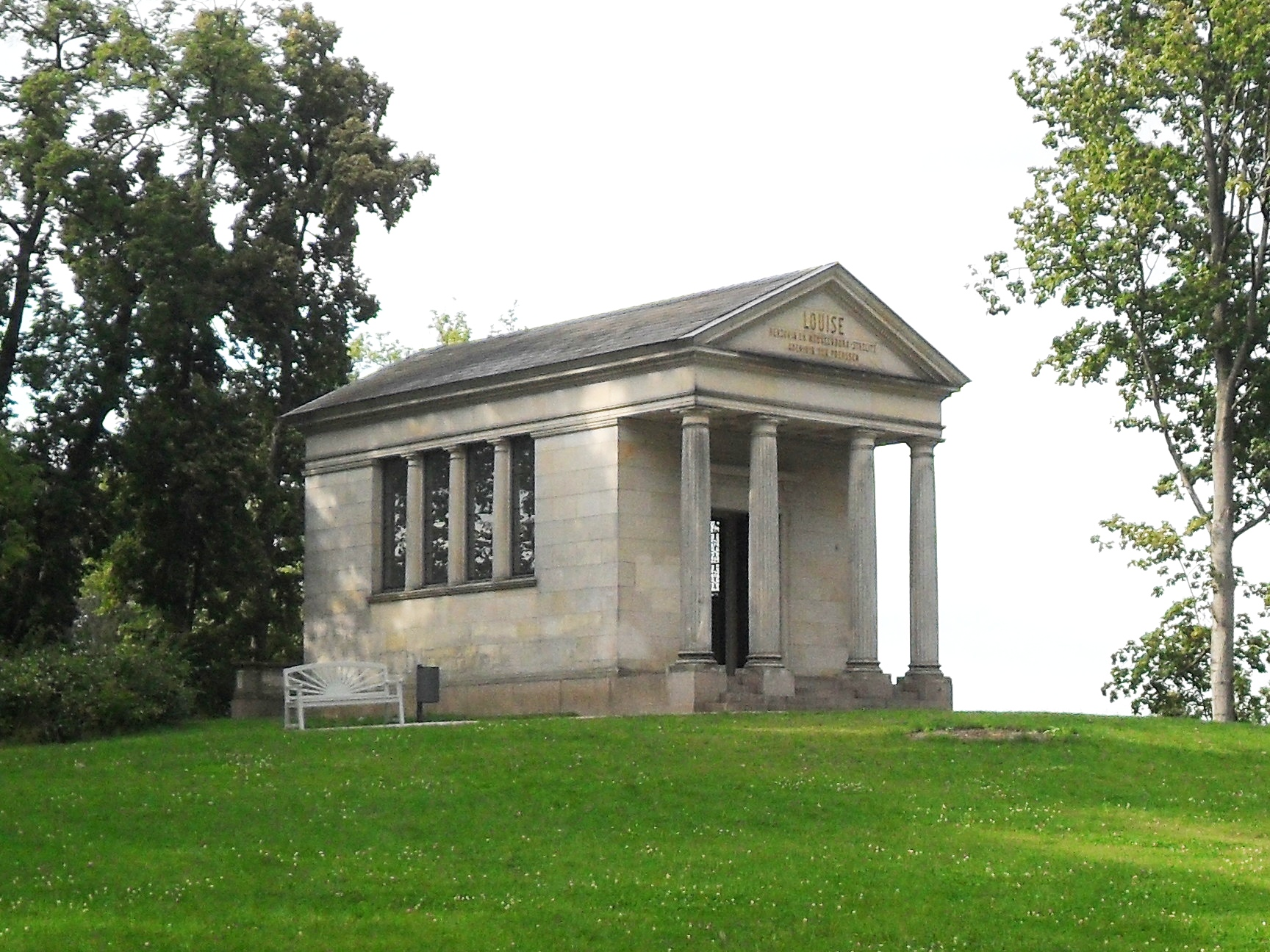
Luisentempel im Neustrelitzer Schlosspark

Der Luisentempel wurde 1891 im Schlosspark Neustrelitz als Gedächtnishalle für die 1810 auf Schloss Hohenzieritz verstorbene preußische Königin Luise von Mecklenburg-Strelitz errichtet.
Der klassizistische Tempel steht am Rande des Schlossparks auf einem aufgeschütteten Hügel. Er ersetzte einen an gleicher Stelle bereits 1829 aus Holz erbauten achteckigen Tempel. Als Baumaterial verwendete der Architekt Bernhard Sehring schlesischen Sandstein. Der Innenraum ist mit farbigem italienischem Marmor verkleidet. In der Mitte steht die Kopie der zweiten Fassung eines 1827 von Christian Daniel Rauch geschaffenen Sarkophags mit der darauf ruhenden Gestalt der Königin. Nach einem vom Original dieser Fassung genommenen Gipsabdruck fertigte Rauchs Schüler Albert Wolff 1891 die Kopie aus Carrara-Marmor an. Das Original dieser Fassung befand sich zunächst in dem vom preußischen König Friedrich Wilhelm III. zu einer Gedenkstätte für die Königin umgestalteten Antikentempel im Potsdamer Park Sanssouci, danach im Hohenzollern Museum in Berlin. Heute wird das Original der zweiten Fassung der Grabstatue in der Friedrichswerderschen Kirche (Berlin) aufbewahrt und kann dort besichtigt werden.
Das Original der ersten Fassung wurde von C. D. Rauch für das Mausoleum im Schlosspark Charlottenburg von 1811 bis 1814 geschaffen und ist noch heute dort zu sehen.